# Örs vezér tere (Metró Budapest)
Örs vezér tere (früher: Fehér út) ist die östliche oberirdische Endstation der Linie M2 der Metró Budapest und wurde 1970 eröffnet.
Die Station befindet sich im XIV. Budapester Bezirk (Zugló).

## Galerie

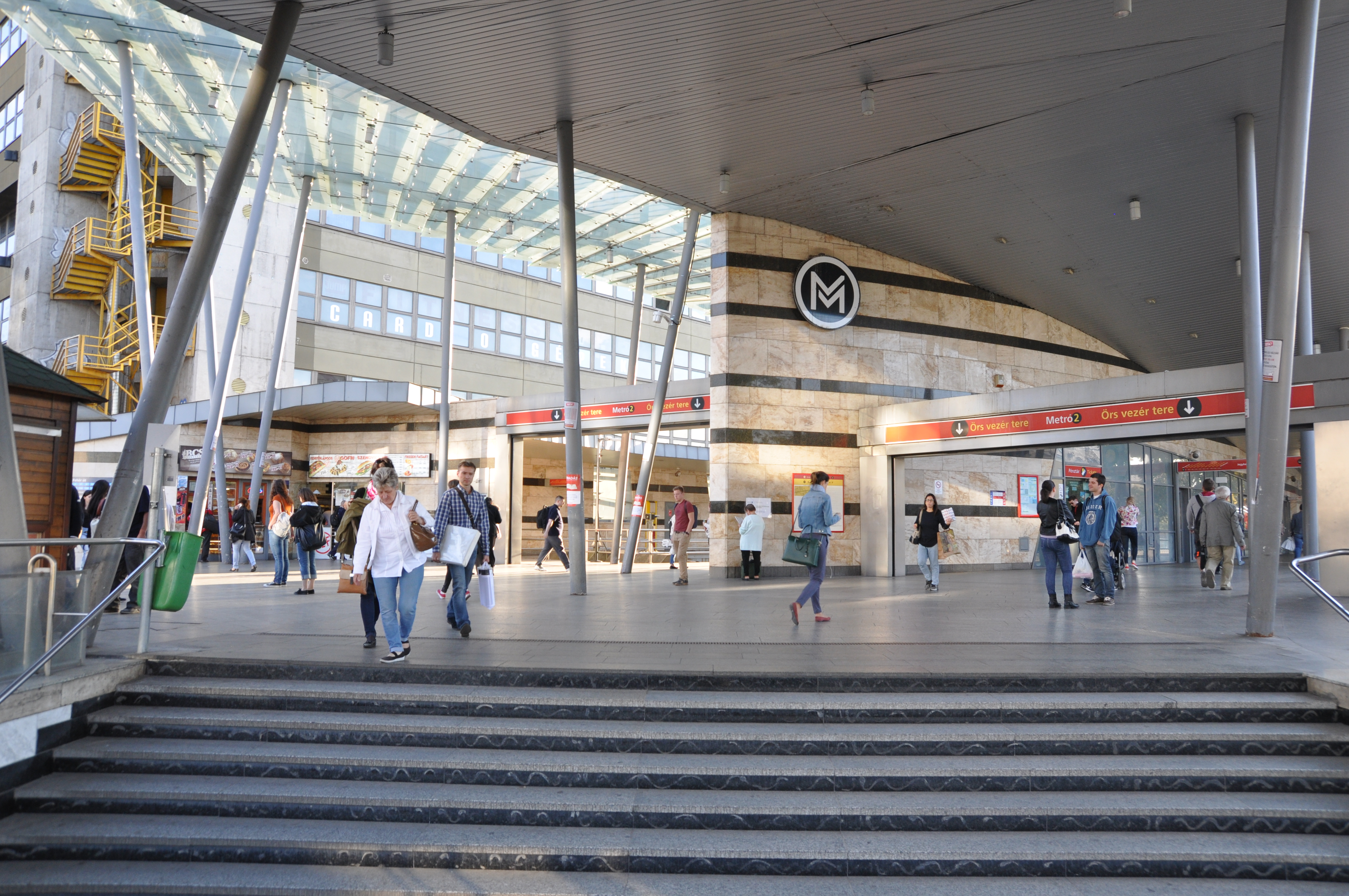
Zugang
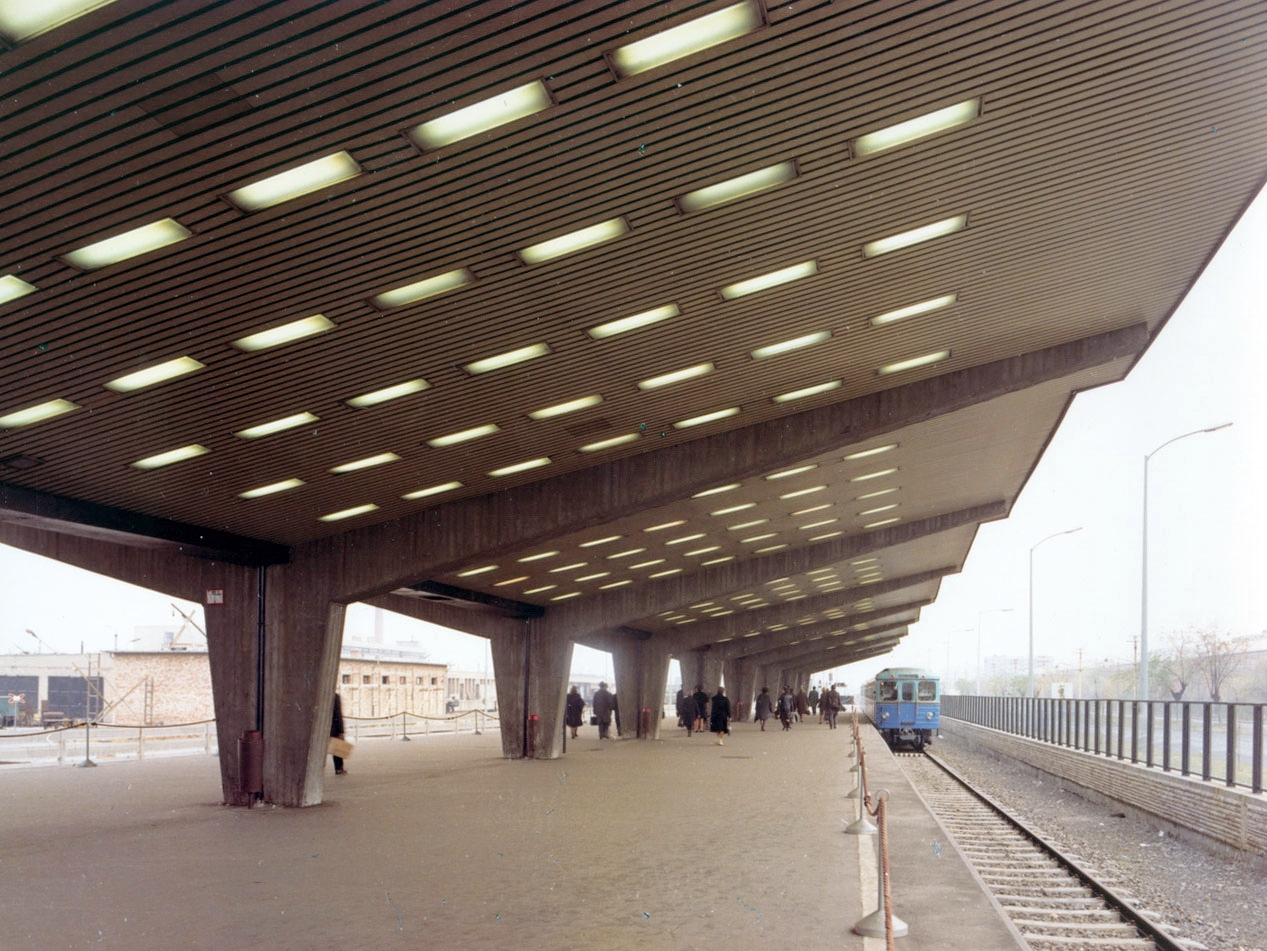
Historisches Bild (1971)